# Brokolice

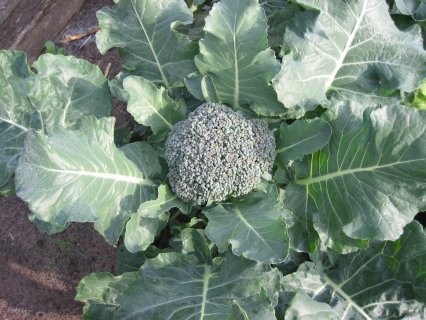
Brokolice

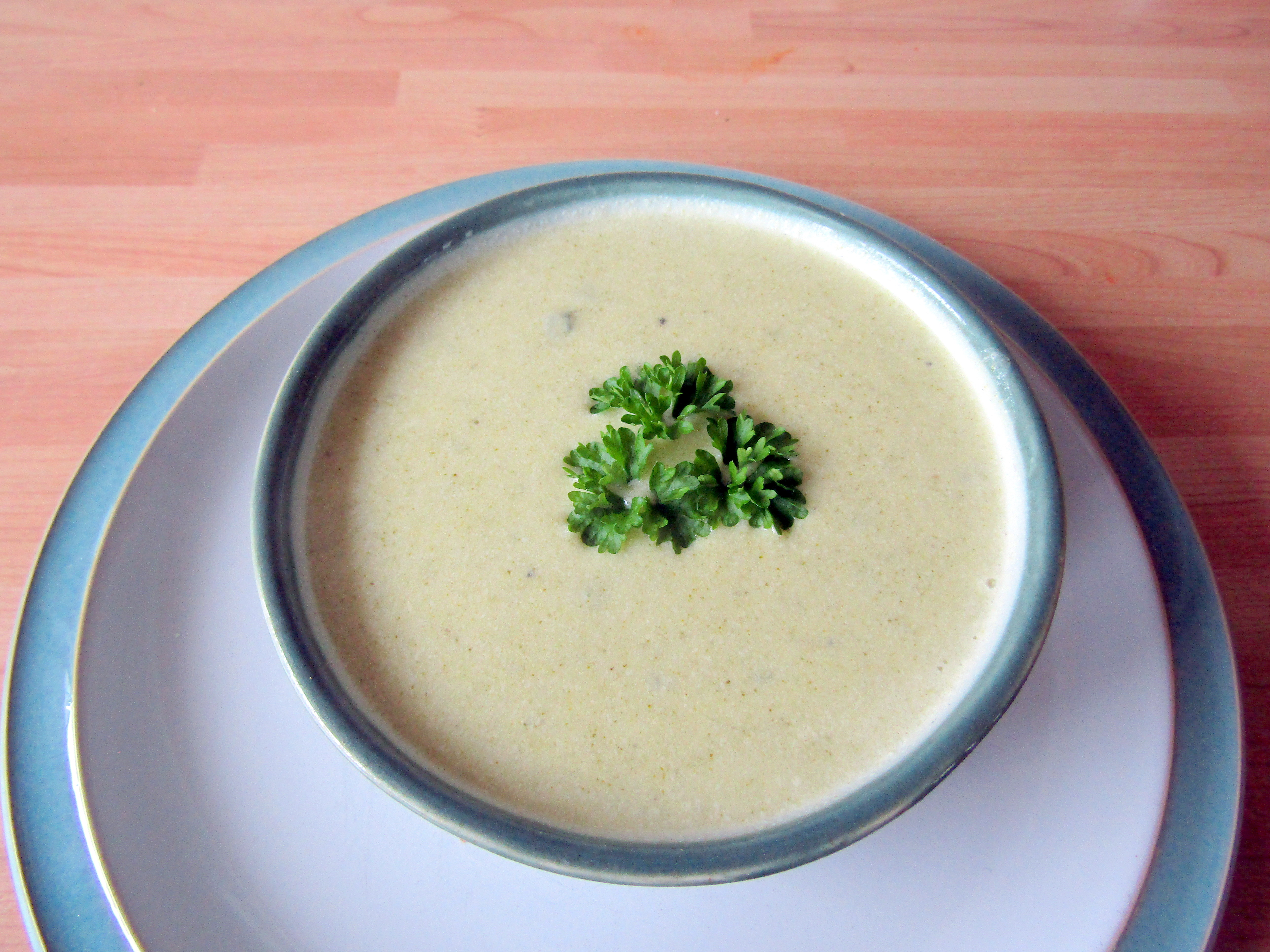
Brokolicový krém

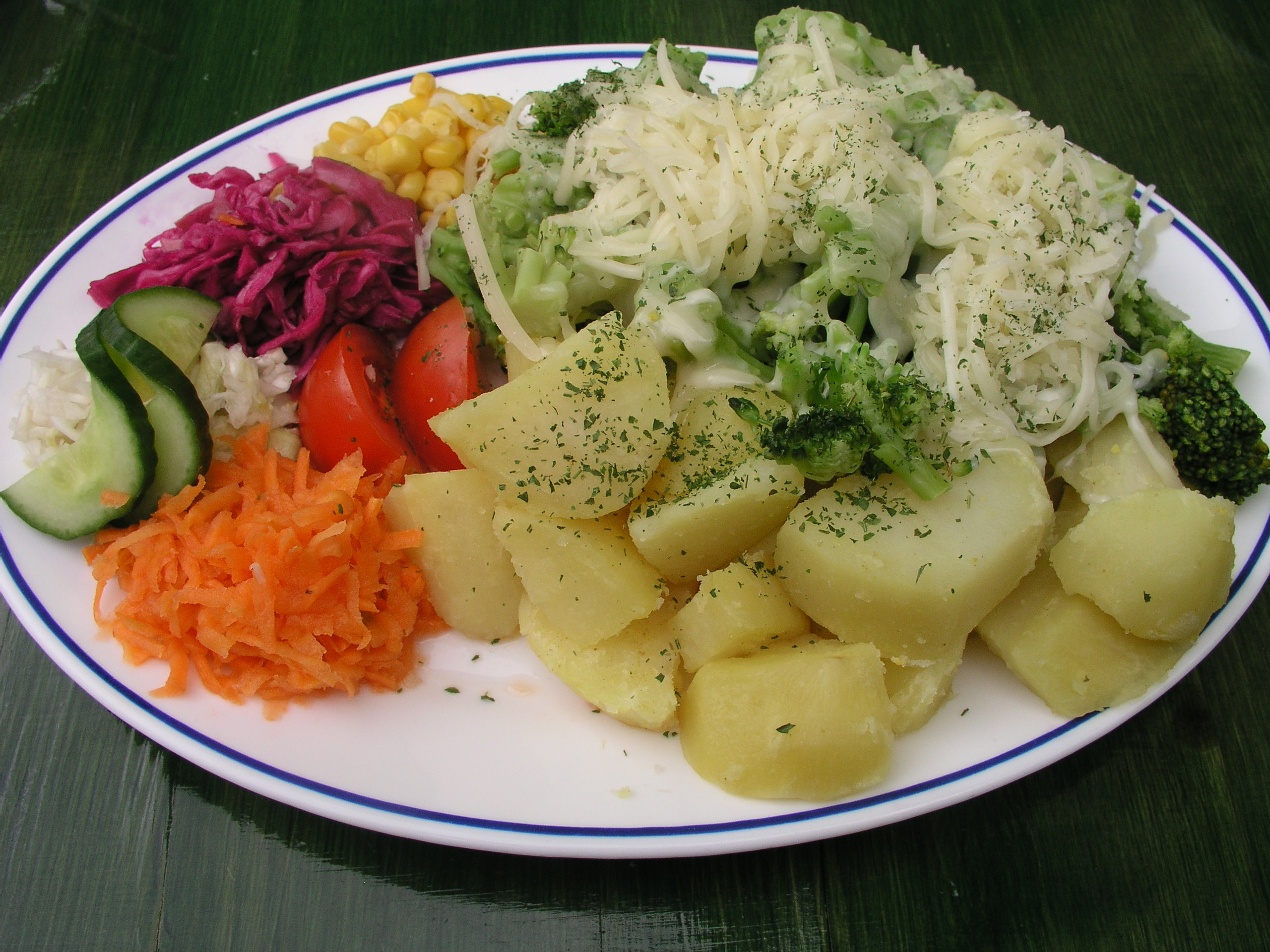
Brokolice se sýrem

Brokolice (Brassica oleracea var. botrytis italica) je jedlá rostlina druhu brukev zelná (Brassica oleracea), která je druhem kapusty a příbuzná květáku. Jde o jednoletou i dvouletou rostlinu. Pochází z oblasti Středomoří. Pěstuje se pro dužnaté stonky s růžicemi. Může se konzumovat syrová nebo dušená.

## Název
Český název pravděpodobně pochází z italštiny přes rakouskou němčinu (z italského broccoli), podobnou cestou se do češtiny dostaly i názvy špenát (it. espinace), angrešt (it. agresto), celer (severoit. selleri) či pomeranč (it. pomarancia/pomo arancia). Italský výraz broccoli je plurálem od slova broccolo, zdroběliny slova brocco (výhonek, odnož) z latinského broccus (špičatý, ostrý, trčící), pravděpodobné galského původu.

## Průměrný obsah látek a minerálů
Tabulka udává dlouhodobě průměrný obsah živin, prvků, vitamínů a dalších nutričních parametrů zjištěných v syrové brokolici.
| Složka          | Jednotka | Průměrný obsah | Prvek (mg/100 g) | Průměrný obsah | Složka (mg/100g) | Průměrný obsah |
| --------------- | -------- | -------------- | ---------------- | -------------- | ---------------- | -------------- |
| voda            | g/100 g  | 88,2           | Na               | 8              | vitamin C        | 87             |
| bílkoviny       | g/100 g  | 4,4            | K                | 370            | vitamin D        | 0              |
| tuky            | g/100 g  | 0,9            | Ca               | 56             | vitamin E        | 1,30           |
| cukry           | g/100 g  | 1,8            | Mg               | 22             | vitamin B6       | 0,14           |
| celkový dusík   | g/100 g  | 0,71           | P                | 87             | vitamin B12      | 0              |
| vláknina        | g/100 g  | 2,6            | Fe               | 1,7            | karoten          | 0,575          |
| mastné kyseliny | g/100 g  | 0,8            | Cu               | 0,02           | thiamin          | 0,10           |
| cholesterol     | g/100 g  | 0              | Zn               | 0,6            | riboflavin       | 0,06           |
| energie         | kJ/100 g | 138            | Mn               | 0,2            | niacin           | 0,9            |

Brokolice je bohatá na vitamin C, (beta-karoten (provitamin A), vitamin E, vitamin B1, kyselinu listovou (B9) a vitamin B2, z minerálních látek obsahuje především draslík, vápník, fosfor a síru. Bohatá je samozřejmě i na vlákniny.

V poslední době se objevily studie, které potvrzují, že brokolice výrazně ochraňuje lidský organismus proti volným radikálům, toxickým a rakovinotvorným látkám. 

Chemické látky, jež jsou obsaženy v brokolici, prý podle vědců z Georgetownské univerzity ve Spojených státech dokážou „opravit“ DNA v buňkách a tím zabránit jejich rakovinnému bujení.

## Druhy brokolice
- brokolice stonková/chřestová (calabrese)
- brokolice květáková

## Kuchyňské zpracování
Brokolici je možno vařit v polévce, je možno ji podávat vařenou jako přílohu mnohých pokrmů, dále ji lze dusit i zapékat. Před kuchyňským zpracováním rozebereme růžice, případně slupky zbavený košťál, který též chutná skvěle a pod tekoucí pitnou vodou ji omyjeme a vložíme do vařící osolené vody. Jakmile změkne, na skousnutí však ještě zůstává pevná, vyjmeme ji na cedník, necháme okapat a podáváme pokapanou máslem s vařenými brambory, posypanými petrželkou.